# Song Taizu
Song Taizu, nato Zhao Kuangyin (Luoyang, 21 marzo 927 – Bianjing, 14 novembre 976), è stato un imperatore cinese, il fondatore nonché primo regnante della dinastia cinese Song dal 960 al 976.
Regnò dal 960 fino alla sua morte nel 976. Ex generale militare, salì al potere dopo aver organizzato un colpo di stato e costretto l'imperatore Gong ad abdicare al trono.
Durante il suo regno, l'imperatore Taizu conquistò svariati territori e province sud orientali, riunificando così la maggior parte della Cina nella cosiddetta Cina delle 18 province. Per rafforzare la sua influenza politica, ridusse il potere dei generali militari, facendo affidamento a funzionari civili nell'amministrazione dello stato. Gli successe il fratello minore Tai Zong.